# 1942 en Alberta
Chronologie de l'Alberta
- 1938
- 1939
- 1940
- 1941
- 1942
- 1943
- 1944
- 1945
- 1946

Cette page concerne des événements qui se sont produits durant l'année 1942 dans la province canadienne de l'Alberta.

## Politique
- Premier ministre : William Aberhart du Crédit social
- Chef de l'Opposition : Alfred Speakman
- Lieutenant-gouverneur : John Campbell Bowen
- Législature :

## Naissances
- 15 janvier : Paul André Joseph Langevin,  mort le 11 novembre 2008 à Saint-Paul, est une personnalité politique franco-albertaine, maire et député de la province d'Alberta.

- 8 février : Michael Lapidge, universitaire canadien né à Calgary[1],[2]. Il est spécialiste de la littérature anglo-latine de la période anglo-saxonne.

- 30 mars : Kenneth Welsh,  acteur canadien né  à Edmonton et diplômé de l'École nationale de théâtre du Canada et qui participa pendant 7 ans au Festival de Stratford du Canada.

- 10 juin : Ernest Preston Manning (né à Edmonton), politicien canadien. Il fut le fondateur et premier chef du Parti réformiste du Canada, un parti politique canadien qui devint ensuite l'Alliance canadienne. Il retint son siège à la Chambre des communes du Canada sous la bannière de ce parti jusqu'à la retraite, après quoi le parti fusionna avec le Parti progressiste-conservateur pour former le Parti conservateur du Canada.

- 26 octobre : Roger Bourbonnais (né à Edmonton), joueur canadien de hockey sur glace. Lors des Jeux olympiques d'hiver de 1968, il remporte la médaille de bronze[3].

- 1er novembre : Ralph Klein, premier ministre de l'Alberta.